# حوضه قطب شمال (مریخ)
حوضه قطب شمال، که بیشتر به عنوان حوضه بوری‌آلیس شناخته می‌شود، حوضه‌ای بزرگ در نیمکره شمالی مریخ است که ۴۰ درصد از سیاره را پوشش می‌دهد. برخی دانشمندان فرض کرده‌اند که این حوضه در طول برخورد یک جسم بزرگ تقریباً ۲ درصد از جرم مریخ، با قطری در حدود ۱۹۰۰ کیلومتر (۱۲۰۰ مایل) در اوایل تاریخ مریخ، در حدود ۴٫۵ میلیارد سال پیش، تشکیل شده‌است. با این حال، حوضه در حال حاضر به عنوان دهانه برخوردی توسط اتحادیه بین‌المللی اخترشناسی شناخته نمی‌شود. این حوضه یکی از مسطح‌ترین مناطق منظومه شمسی است و شکلی بیضوی دارد.